# Zlatko Sudac
Zlatko Sudac (Rijeka, 24. siječnja 1971.) hrvatski je katolički svećenik, karizmatik i umjetnik. Postao je poznat nakon dobivanja stigmi na čelu i drugim dijelovima tijela. Otada je održavao seminare duhovne obnove u pastoralnom centru "Betanija" na Lošinju i povremeno u inozemstvu. Od 2015. godine duhovne vježbe održava u Malinskoj. Uz svoj svećenički poziv bavi se i slikarstvom, kiparstvom, glazbom i pisanjem knjiga.

## Životopis

### Mladost
Otac mu je rodom iz Zagreba, a majka iz Županje, djevojački Richter (njem. sudac). Očevo prezime izvorno je bilo Giudici (tal. suci) i promijenjeno je u Sudac za vrijeme komunizma. Zlatko Sudac djetinjstvo je proveo u Vrbniku na otoku Krku. U Vrbniku i danas žive Zlatkovi roditelji. Njegova majka je namjeravala postati redovnica, ali se to nije dogodilo. Ipak, zavjetovala se da će moliti da Zlatko jednog dana postane svećenik. Osnovnu i srednju školu Sudac je završio također na tom otoku, zatim je radio u Vrbniku kao strojarski tehničar. Uz rad je upisao studij teologije u Rijeci.
Rat ga je tako zatekao kao studenta filozofije i psihologije, da bi nakon par godina otkrio svoj pravi poziv, pa 1993. godine upisuje bogosloviju i seli u sjemenište. Studij teologije, dogmatike i prava završio je u Zagrebu, gdje je i diplomirao. Zaređen je za svećenika krčke biskupije, 29. lipnja 1998. godine. Zareditelj mu je bio tadašnji krčki biskup, a sadašnji zagrebački nadbiskup kardinal Josip Bozanić. Službuje kao kapelan (župni vikar) u malom otočkom mjestu Novalji. Odatle će se, niti godinu kasnije, u proljeće početi događati neobične promjene na njemu.

### Svećeništvo

#### Mističnoiskustvo u Novalji
Po vlastitim riječima, Sudac je započeo svoju "renesansu" duhovnosti u proljeće 1999. godine kada mu se dogodio neobičan događaj. Tada, dok je još bio kapelan, jedne večeri šetao je po Novalji na Pagu s gospođom Milkom Ricov prema Straškome, dijelu uz more. 
Te večeri jako je puhala bura i krošnje su se tresle. No, prema njegovim riječima, "odjednom je nastupio potpuni mir". Vjetar je "odjednom utihnuo, a more je postalo poput ulja". I Sudac i Ricov su, još začuđeni, potom spazili da se na noćnom nebu pojavilo "neobično sunce, koje je žarilo".
Sudac je pojavu opisao kao "sunce oko kojeg je bio krug duginih boja" a između sunca i ruba duge bio je "ljubičasti krug koji je titrao", dok su se preko "cijelog neba pružali krakovi križa". Oboje su kleknuli, s tim da je Sudac kleknuo licem prema toj svjetlosti, zatvorenih očiju i raširenih ruku. Dugu su molili, a ono što su osjećali opisali su kao "apsolutni i netaknuti mir". Taj znak dugo je trajao prije nego što je nestao, a njih dvoje se začudilo kada su saznali da nitko u Novalji nije primijetio isti te noći. 

#### Stigme
Idući dan, Sudca je počelo peći čelo. Po iskazima, otišao se u kupaonicu umiti hladnom vodom, no vidio je u ogledalu da mu je čelo crveno. Idućih dva dana imao je neugodan osjećaj peckanja čela, niz oči su mu "krenule krvave suze i počeo se znojiti krvavim znojem". Tako mu se počeo javljati križ na čelu. Križ je "nastajao polako, utiskujući se sve dublje, a s vremenom je poprimio oblik kakav ima". Bio je poput "rimskog križa koji se polako širio i počeo ulaziti u dubinu čela." 
Prvo su Ricov i Sudac obavijestili mjesnog župnika, a ovaj je potom kontaktirao biskupa. Tada se počinju gomilati glasine o Sudčevim nadnaravnim sposobnostima. Postoje različita svjedočanstva - svijetljenja, levitacija, bilokacija pa i čudesna izlječenja bolesnika s kojima je bio u kontaktu.
Sudac je tada počeo nositi bijelu odjeću i krenuo sa svojim propovijedima i misama u kojima je govorio o ljubavi, vjeri, ali i problemima u društvu, gdje je često spominjao i politčke teme. Službena Crkva prema njemu se, i njegovom navodnom fenomenu, odredila vrlo rezervirano, bez službenih komentara. Umjesto njih, Sudac je već nakon nekoliko mjeseci povučen iz Novalje te mu određeno da se neko vrijeme kloni javnosti. Bio je na ispitivanjima u poznatoj rimskoj klinici Gemelli, gdje je ustanovljeno da je stigma u obliku križa na njegovu čelu "neobjašnjiva prirodnim zakonima dostupnim suvremenoj znanosti". Sam Sudac je međutim uvijek bio diskretan što se tiče vlastitih navodnih stigmi te ih nikada nije javno izlagao, nego je čak stavljao flaster na čelo kako bi prekrio križ da bi ljudi na misama više obraćali pozornost na njegove duhovne poruke.

#### Voditelj duhovnih obnova u Hrvatskoj i inozemstvu
Godine 2004. Sudac je otišao u SAD. U hrvatskim katoličkim misijama na istoku SAD-a, njegove mise u Greenwich Villageu i New Jerseyu okupile su oko četiri tisuće ljudi, uključujući i jake snage redara i vatrogasaca. Iseljenički i katolički mediji javljali su o novim čudesima: na jednoj je njegovoj misi navodno prohodala dotad nepokretna žena bolesnih kukova, u New Jerseyju nekom je čovjeku nakon Sudčeve propovijedi nestao karcinom, a na jednoj fotografiji snimljenoj u Chicagu Sudčev lik je bio navodno proziran. Kao vrhunac stigla je vijest njegovog boravka u Italiji, u lombardijskom gradiću Lugano di Cuomo, kada su, na blagdan svetog Franje Asiškog, velečasnom Zlatku Sucu navodno prokrvarile žive rane na rukama.
Oko 2,500 ljudi, koji su platili za ulaznice po 60 dolara, okupilo se u Memorial Auditoriumu u Sacramentu 14. studenog na dvodnevnom seminaru. Mnogi su se gurali naprijed, pisao je časopis Sacramento Bee, da bi izbliza vidjeli Sudca.
Krčki biskup mons. Valter Župan započeo je u jesen 2009. godine likvidaciju Doma za duhovne susrete "Betanija", a biskupi su se dogovorili da nitko neće dopustiti Sudčeve seminare. U razdoblju od 2000. do rujna 2009. godine u tom centru je održano 240 seminara duhovne obnove s oko 31.000 polaznika. Rehabilitaciju Zlatka Sudca proveo novi krčki biskup mons. Ivica Petanjak te je na jesen 2015. godine započeo novi ciklus duhovnih obnova koje se održavaju u Malinskoj.

## Djela
- Velečasni Zlatko Sudac - Vukovar (2002.) audio CD[11]
- Meditacije (2003.) audio CD[12]
- Meditations and examination of conscience according to the te commandments (2004.)[13]
- Zlatko Sudac : svećenik i umjetnik (2005.)[14][15]
- Križni put, (2005.), audio CD[16]
- Zlatko Sudac : razgovori (2008.)[17][18]
- Put Istina i Život (2009.), glazbeni CD[19][20]
- Molitveni život blaženog Ivana Merza, Obnovljeni život 1/2010.
- Ispit savjesti : prema Deset Božjih zapovijedi (2010.) audio CD[21]

## Zanimljivosti
Sudac je znan po tome što se ne libi govoriti o aktualnim temama u državi i svijetu, pa i političkih tema, zbog kojih je primio i kritika. Tako je primjerice 2005. u jednom intervjuu objavio da smatra da je Ante Gotovina nevin, od kada je Gotovina 17. ožujka 2001. posjetio Sudca u kući duhovnih vježbi Betanija na otoku Lošinju: 
"Da, mi smo se tada zbližili, s Bogom i u Bogu zbližili, on je divan čovjek i mogu reći sve najbolje o njemu. Ovo što on proživljava, težak je križ. Nije mu lako. Ali neka se ne preda, neka bude jak, neka bude pravi i neka ga Bog čuva, želim mu sve najbolje! I neka se ne preda Haaškom sudu!"
Nekoliko puta zalagao se za to da pjevač Marko Perković Thompson slobodno održi svoj koncert u Puli. kritizirao i uvijek aktualnu teme prodaje "obiteljskog srebra", tj. hrvatske imovine strancima, te rekao kako je, zbog toga što je Tunel Učku kupio stranac, policija u njegovoj pratnji morala platiti cestarinu:
"Kazali su mi da je to normalno te da plaćaju i vozila Hitne pomoći i vatrogasaca. Zašto je tako? Zato što je tunel kupio Francuz i odredio tako"
Isto tako je kritizirao olaki ulazak Hrvatske u EU. Godine 2010. dosta je bure podigla vijest o njegovoj namjeri da u podmorju špilje Katedrala na otoku Premudi postavi kip Isusa Krista u prirodnoj veličini. Radi se o projektu ronioca Dražena Valerijeva koji je osmislio projekt podmorske staze kao ekskluzivan turistički odgovor na mnogobrojne turističke tematske puteve na kopnu, a ideja je da se podmorski kipovi kao turističke znamenitosti postave na nekoliko različitih mjesta pod morem – kod špilje Katedrala na otoku Premuda, na lokaciji kod otoka Orude i još na nekim lokacijama.

## Medijska prezentacija
U lipnju 2010. godine Zlatko Sudac je pokrenuo vlastiti informativni portal, najavio osnivanje katoličke televizije i međunarodnog interdisciplinarnog duhovnog pastoralnog centra.

## Vanjske poveznice
Mrežna mjesta
- Velečasni Zlatko Sudac  Arhivirana inačica izvorne stranice od 30. listopada 2013. (Wayback Machine), službeno mrežno mjesto
- Intervju za Hrvatski katolički radio  Arhivirana inačica izvorne stranice od 12. veljače 2010. (Wayback Machine)
- Video intervju na YouTube
- Ja sam svećenik i ništa više i ništa manje od toga! : razgovor s Velečasnim Zlatkom Sucem  Arhivirana inačica izvorne stranice od 22. kolovoza 2021. (Wayback Machine), Katolički tjednik, 21. listopada 2007.